# Österlen

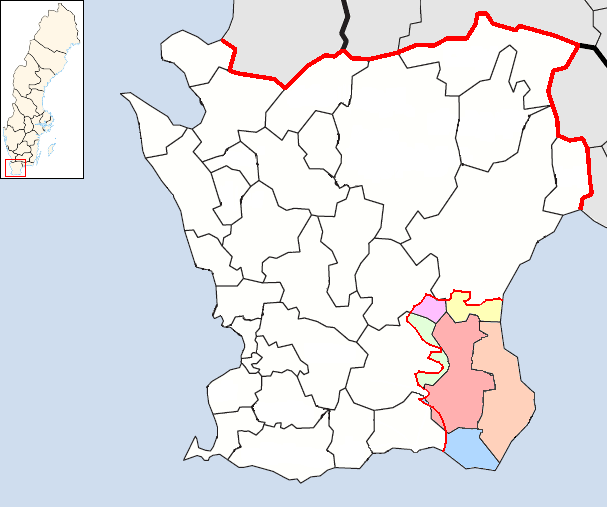
Mapa de Österlen

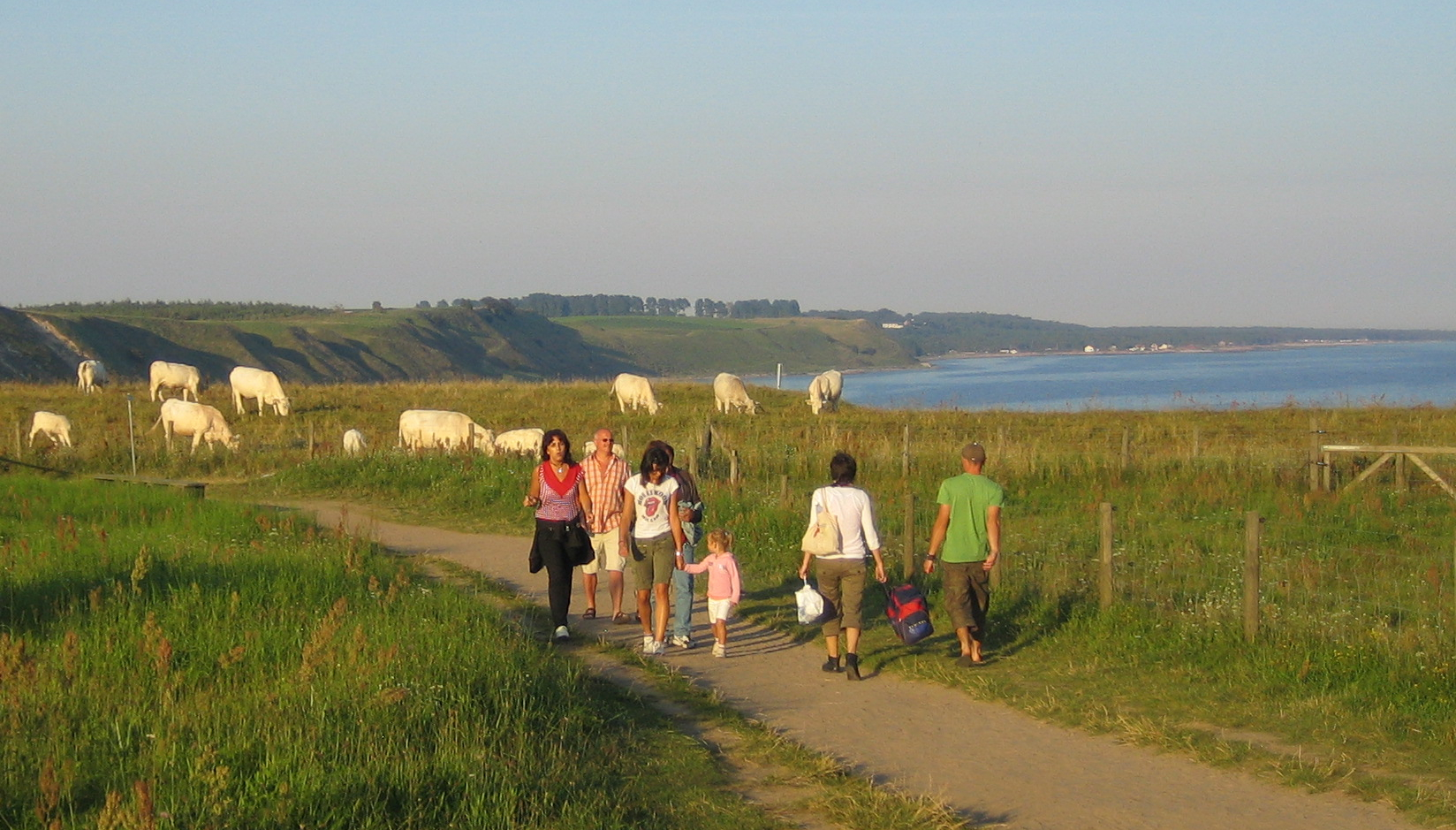
Kåseberga em Österlen

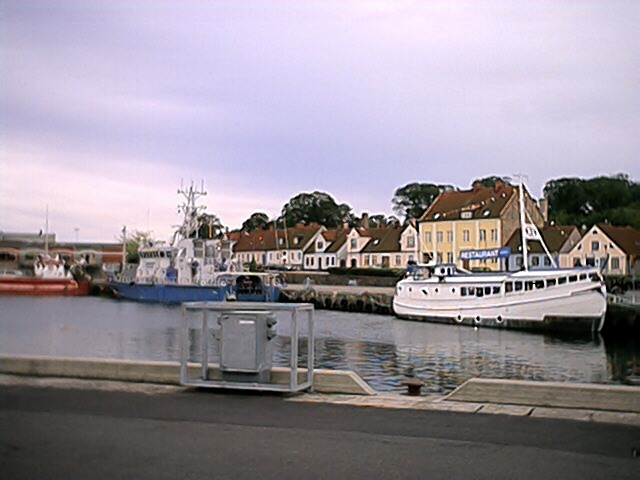
O porto de Simrishamn

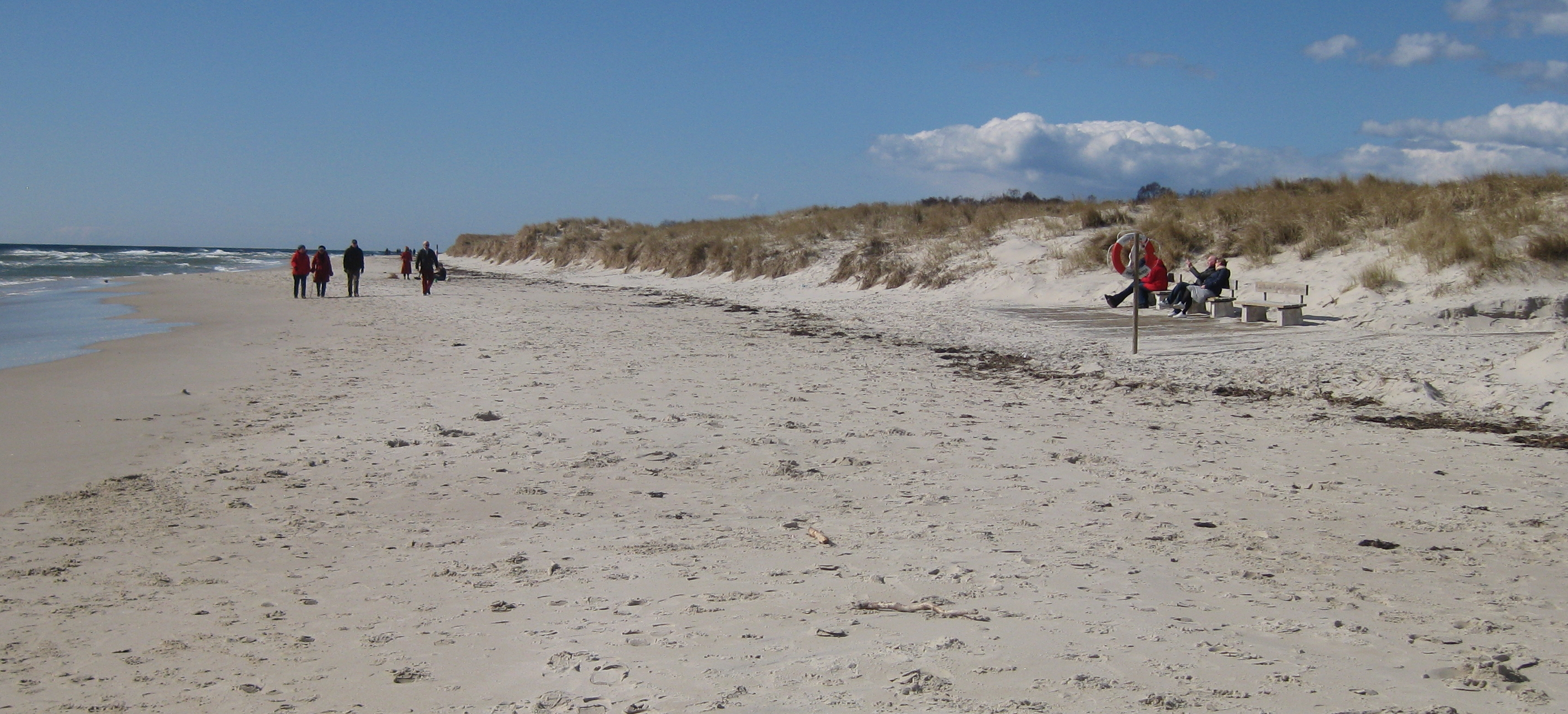
A praia de Sandhammaren

Österlen é uma planície do sudeste da Escânia, na Suécia, conhecida pela sua beleza natural.
Abrange as comunas de Simrishamn e Tomelilla, assim como uma parte da comuna de Ystad.

As principais cidades e localidades da região são Kivik, Kåseberga, Baskemölla, Vitemölla, Simrishamn, Tomelilla e Ystad.

## Património
- Pedras de Ale (Ales stenar) - monumento megalítico em Kåseberga
- Túmulo real de Kivik (Kiviksgraven) - monumento funerário da Idade do Bronze Nórdica[6]
- Casa de Glimminge (Glimmingehus) - fortificação medieval perto de Simrishamn[7]
- Museu de Österlen (Österlens museum) - museu regional em Simrishamn[8]
- Parque Nacional de Stenshuvud (Stenshuvuds nationalpark) - em Södra Mellby, perto de Simrishamn[9]
- Reserva Natural de Sandhammaren (Sandhammarens naturreservat) - em Löderup, perto de Ystad[10]
- Mercado de Kivik (Kiviks marknad) - um mercado com diversões populares anualmente em julho
- Vinhedos de Skillinge Vingård, Köpingsbergs vingård e Ekesåkra vingård[5]